# Spaghetti alla Nerano

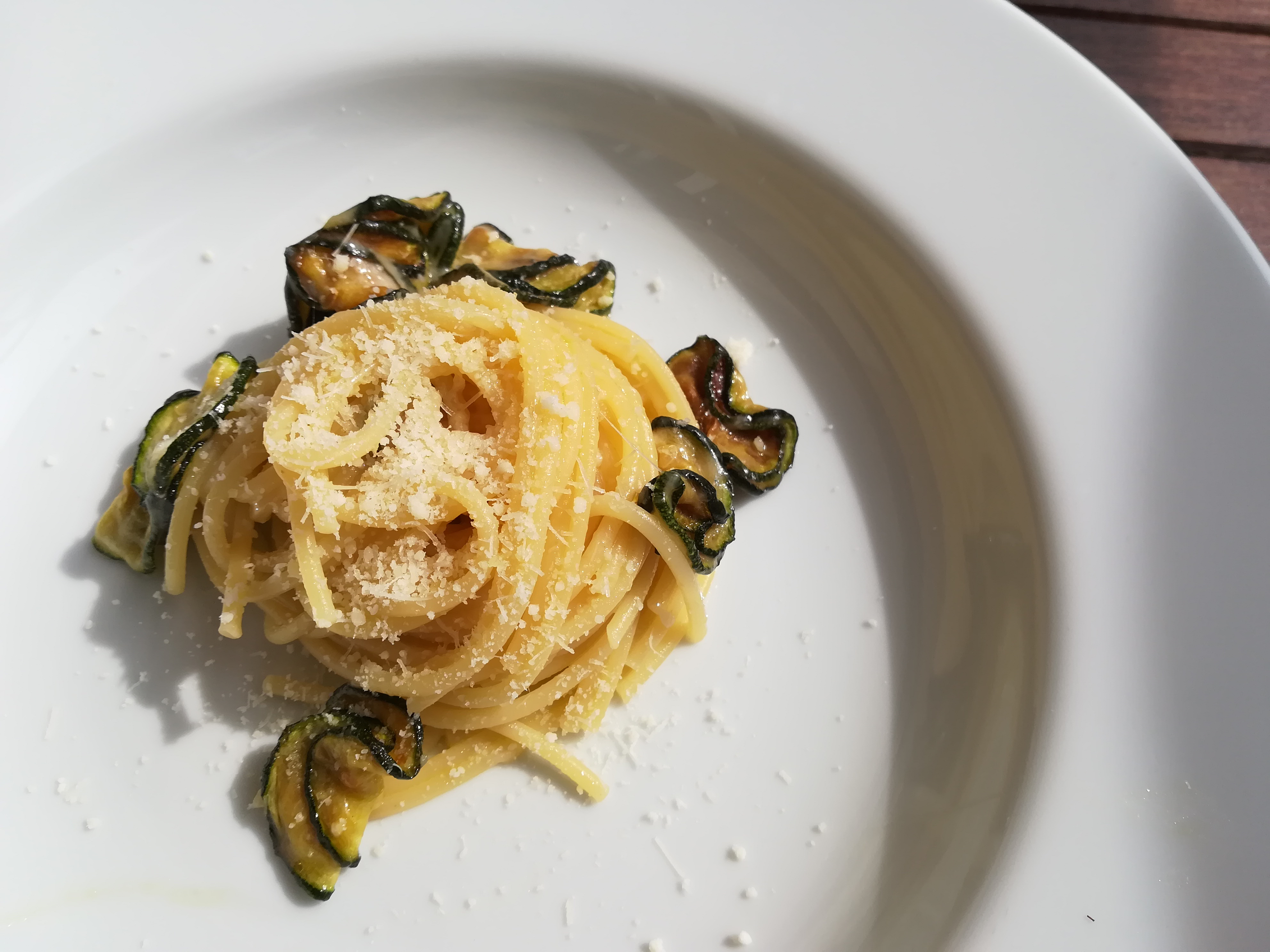
Spaghetti alla Nerano

Spaghetti alla Nerano is een Italiaans pastagerecht dat is uitgevonden in het Italiaanse dorp Nerano, op het schiereiland Sorrento. De belangrijkste ingrediënten zijn pasta, gebakken courgettes en provolone del Monaco, of caciocavallo. Anders kan een mengsel van 70% Pecorino Romano en 30% Parmigiano Reggiano worden gebruikt in een poging om de pittigheid van de provolone del Monaco te benaderen.
Onder de vele toeschrijvingen die de ronde doen, wijst de belangrijkste naar een restauranteigenaar genaamd Maria Grazia in het midden van de jaren vijftig, of misschien in hetzelfde restaurant Pupetto Caravita, Prins van Serignano. Het restaurant bestaat tot op de dag van vandaag.
Beroemdheden komen van heinde en verre om dit vleesloze gerecht te eten.